# 449922 Bailey
449922 Bailey è un asteroide della fascia principale. Scoperto nel 2010, presenta un'orbita caratterizzata da un semiasse maggiore pari a 3,0830803 UA e da un'eccentricità di 0,1357929, inclinata di 24,34438° rispetto all'eclittica.